# Szutauka
Szutauka (biał. Шутаўка; ros. Шутовка, Szutowka) – wieś na Białorusi, w obwodzie homelskim, w rejonie homelskim, w sielsowiecie Cierucha, nad Cieruchą, przy ujściu do niej Piasoszańki.